# Casa da Suplicação
O Supremo Tribunal do Reino Português chamou-se, até ao século XIV, Cúria do Rei, Tribunal da Corte ou Tribunal da Casa do Rei, e acompanhava o monarca nas suas deslocações.
Além do julgamento de certos crimes, tinha cada secção competências específicas. Cabia à primeira apreciar petições e decidir de perdões e comutações de penas. A segunda apreciava as apelações para as quais a Casa do Cível não tinha competência.

## História
Nas Ordenações Afonsinas o tribunal supremo de Portugal ainda é designado por Casa da Justiça da Corte. Mais tarde, sob a influência do direito romano, passou a designar-se Casa da Suplicação. Foi sendo progressivamente estruturado atendendo às matérias, nomeadamente cível e crime.
Sob D. João I de Portugal, foi criado o cargo de Regedor das Justiças da Casa da Suplicação e de Regedor e Governador da Casa do Cível de Lisboa. No dia da "festa do Espírito Santo" de 1566 foi feito e assinado o compromisso e regimento da Confraria do Espírito Santo da Casa da Suplicação, registado no livro 6 da Casa da Suplicação.
Por carta régia de 27 de julho de 1582, Filipe I de Portugal extinguiu a Casa do Cível de Lisboa e deu regimento à Casa da Suplicação, que fixou na capital, tendo ficado com as competências da Casa do Cível. Em 1584 a Casa da Suplicação estava situada na Ribeira.
Em 7 de janeiro de 1584 foi transferida para o Limoeiro, local onde funcionara a Casa do Cível. Com o terramoto de 1755, passou para o palácio de D. Antão de Almada (hoje Palácio da Independência), junto às portas de Santo Antão, no Rossio.
Com a transferência da Corte para o Brasil em 1808 em decorrência das Guerras Napoleônicas, foi criada a Casa da Suplicação do Brasil, separada da Casa da Suplicação de Portugal, com competência para conhecer, em última instância, dos processos originados no Brasil, que até então estavam sujeitos a recurso para a Casa da Suplicação de Lisboa. Com o retorno da Corte para a Europa em 1821, a Casa da Suplicação do Brasil, sediada no Rio de Janeiro, continuou a operar, mantendo, portanto, o Reino Unido de Portugal, Brasil e Algarves dois tribunais judiciários supremos, um localizado em Lisboa, que conhecia dos feitos originários da Europa e das demais colônias portuguesas localizadas em qualquer parte do mundo, e outra localizada no Brasil, que conhecia dos feitos localizados naquela parte do Reino Unido. Sobrevindo a independência do Brasil, proclamada em setembro de 1822, a Casa da Suplicação do Brasil continuou a operar, até ser substituída pelo Supremo Tribunal de Justiça do Império do Brasil, previsto pela Constituição de 1824, criado por lei em 1828 e instalado em 1829.

## Funcionamento
Para o despacho das causas havia um regedor, um chanceler, desembargadores dos agravos, corregedores do crime e corregedores do cível da Corte, juízes dos feitos da Coroa e Fazenda, ouvidores das apelações crime, procurador dos feitos da Coroa, procurador dos feitos da Fazenda, juiz da Chancelaria e um procurador da Justiça.
Havia ainda oficiais menores como: guarda-mor, porteiros, escrivães, solicitadores, meirinhos, executores, tesoureiros, carcereiros, caminheiros, guardas das cadeias, guarda-livros, pagem do bastão, alcaides, médico, cirurgião e ministro das execuções. Além de desembargadores extravagantes, distribuídos pelas mesas, consoante a qualidade e a quantidade dos feitos. Desembargadores e escrivães eram obrigados a residir em bairros próprios. O número de ministros foi aumentando ao longo dos tempos.
Por alvará de 13 de maio de 1813, o Príncipe Regente D. João, para diminuir as despesas da Fazenda Real e simplificar a administração da justiça cível e criminal, reduziu para 60 o número de ministros com exercício efectivo na Casa da Suplicação.
A Casa da Suplicação do Brasil iria funcionar até 1828. A sua congénere de Lisboa seria extinta em 1833. Ambas se subdividiram em Tribunal da Relação e em Supremo Tribunal de Justiça de Portugal, em administrações agora distintas.